# توماس تسوية
توماس تسوية (بالإنجليزية: Thomas Settle (judge))‏ (و. 1831 – 1888 م)هو محامي، وقاضي، ودبلوماسي من الولايات المتحدة الأمريكية .